# 上元夫人
上元夫人，亦稱作三天真母上元夫人、玉台亞姆上元夫人、金臺亞姆領道上元夫人，小名阿环，是道教神系中的一位女仙。相傳曾傳授漢武帝長生修仙之道。为三元中的上元天官，又是三天真皇之母。因其地位仅次于西王母，所以又经常和九天玄女混为一谈。

## 文献记载

### 墉城集仙錄
唐代·杜光庭《墉城集仙錄》卷二记载：
“上元夫人者，道君弟子也，亦云玄古以來得道證仙，位總統真籍，亞於龜臺金母。金母所降之處，多使侍女相聞，以為賓侶焉。”
《墉城集仙錄》说明了上元夫人的来历。上元夫人是道君的弟子，从上古以来就得道成仙，统管真籍（又叫仙籍，指真人或仙人的名录），地位仅次于龜臺金母（西王母）。凡是金母所降之處，金母都会差遣侍女去请上元夫人来成为自己的伴客。

### 汉武帝内传
有关于上元夫人更详细的描述在汉代·班固所撰的《汉武帝内传》中记载：
於是王母言粗畢，嘯命靈官，使駕龍嚴車欲去。帝下席叩頭，請留殷勤。王母乃止。王母乃遣侍女郭密香，與上元夫人相問，云：“王九光母敬謝，但不相見四千餘年。天事勞我，致以愆面。刘徹好道，適來視之，見徹了了，似可成進。然形慢神穢，腦血淫漏，五藏不淳，關冑彭勃，骨无津液，浮反外內，肉多精少，瞳子不夷，三屍狡乱，元白失時，語之至道，殆恐非仙才。吾久在人間，实為臭濁。然時復可遊，望以寫細念。庸主對坐，悒悒不樂。夫人肯暫來否？若能屈駕，當停相須。”帝不知上元夫人何神人也，又見侍女下殿，俄失所在。須臾，郭侍女返，上元夫人又遣侍女答問云：“阿环再拜，上問起居。遠隔絳河，擾以官事，遂替顏色，近五千年。仰恋光潤，情繫无違。密香至，奉信，承降尊於刘徹處，聞命之際，登當顛倒。先被太帝君敕，詣玄洲，校定天元，正尔暫往。如是當还，还便束帶，須臾少留。”
武帝元封元年七月七日，西王母下降，言修真之道。王母说完后，就命仙官备好龙车，准备打算离去，这时汉武帝离开座位扣头请留，王母这才留下并让汉武帝起身，随后差遣侍女郭密香去请上元夫人下凡，到他们这里来。并让郭密香转告上元夫人说：“王九光母特向您问安敬謝。我们已有四千余年没有相见。只因天事繁忙，未顾得上与你见面，所以久违了。刘彻喜好长生修仙之道，我刚刚见到他，觉得他还算可以，大概能修道成功。但是刘彻的形体和精神并未脱去凡俗的污垢，他脑血淫漏，五脏不洁，胃肠涨满，骨无津液，脉搏浮躁，肉多精少，两眼无神，身上还有三尸神作怪，黑白颠倒。虽然我对他传授了一些修道的秘要，但还是觉得他不一定就是修仙的材料。我常到人间久留，竟被沾染了凡人的一些污濁，即便如此，我还是时常想念你，希望能够和你见面。我在刘彻这样的庸主这里做客，着实让我觉得有些不太愉快。想问夫人能否屈驾来这里一趟？若肯能来，我就在这里等你。”武帝不知道上元夫人是什么神仙，只见郭密香领旨后，下殿消失不见了。不一会，郭密香带了上元夫人的侍女前来传话，侍女叩拜王母后转达上元夫人的原话，说道：“阿环叩拜，特问候您安好。我们远隔着天河，加上事务繁忙，累得都有些年老色衰了。虽然我与你分别将近五千年，但我依旧仰慕您的光辉，始终惦记着您。现在您派密香前来，她说您现在降临于刘彻宫中，希望我也能去一趟。我听说后就想立刻赶到您那里去，但是我现在正被太帝君派遣到玄洲去校定天元（天上的历法），我目前就在玄洲暂住，我很快就回去，等我换好衣冠后就来见您，还请您稍等片刻。”
帝因問上元夫人由。王母曰：“是三天真皇之母，上元之官，統領十方玉女之名錄者也。”當二時許，上元夫人至，來時亦聞雲中簫鼓之声。既至，從官文武千餘人，皆女子，年同十八九許，形容明逸，多服青衣，光彩耀日，真靈官也。夫人年可廿餘，天姿清輝，靈眸絕朗，服赤霜之袍，雲彩乱色，非錦非綉，不可名字。頭作三角髻，餘髮散垂之至腰，戴九靈夜光之冠，帶六出火玉之珮，垂鳳文琳華之綬，腰流黃揮精之劍。上殿向王母拜，王母坐而止之，呼同坐，北向。夫人設廚，廚之精珍，與王母所設者相似。王母敕帝曰：“此真元之母，尊貴之神，汝當起拜。”帝拜，問寒溫，还坐。夫人笑曰：“五濁之人，耽湎榮利，嗜味浮色，固其常也。且徹以天子之貴，其乱目者，倍於常人焉。而復於華麗之墟，拔嗜欲之根，願无為之事，良有志也。”王母曰：“所謂有心哉！”
武帝向王母问起上元夫人的身份和来历。王母答道：“是三天真皇之母，上元之官，統領十方玉女之名錄者也。”不一会，上元夫人果然来了，听到空中响起了簫鼓之声。接着，上元夫人带着千余人的文武侍从官员从天而降，侍从官员全是十八九岁的妙龄女子，面容秀丽，着青衣，光彩照人。上元夫人年龄约二十余岁，天姿清輝，靈眸絕朗，身上穿着非錦非綉、彩云色缭乱的赤霜袍（神仙所穿的道服），头作三角髻，剩余的头发散垂至腰间，头上戴着九靈夜光之冠，身上挂着六出火玉之珮，垂吊着鳳文琳華之綬，腰上佩带着流黃揮精之劍。上元夫人上殿向王母叩拜，被王母止住，并招呼她一同坐下，上元夫人面朝北边而坐。上元夫人也设宴，命侍女摆上仙珍美味，与王母所设大致相同。这时，王母告诉武帝：“这位就是真元之母，尊贵之神，你应该起身来叩拜她。”武帝听后，立即起坐向上元夫人行礼问候，随后又回原位坐下。上元夫人嘲笑道：“充满五种污濁的凡夫俗子，必然贪酒好色，追逐名利，这在人间可是习以为常之事。刘彻既然贵为天子，在这方面应该要比普通老百姓还要厉害得多。然而，刘彻竟然想在这富丽堂皇的宮殿中清修，除掉自己的贪嗜私欲，愿意清静无为、修身养性，看来他还是个有志气的人嘞。”王母接着说：“正所谓他是个有诚心之人呢。”
上元夫人語帝曰：“阿母今以瓊笈妙蘊，發紫台之文，賜女八会之書，《五岳真形图》，可謂至珍且貴，上帝之元覌矣。子自非受命合神，弗見此文。今雖得其真形，覌其妙理，而无五帝六甲左右靈飛之符，太陰六丁通真遁虛玉女之箓，太陽六戊招神天光策精之書，左乙混沌東蒙之文，右庚素收攝殺之律，壬癸六遁隱地八術丙丁入火九赤班之符，六辛入金致黃水月華之法，六己石精金光藏影化形之方，子午卯酉八稟十訣，六靈威儀丑辰未戌地真素訣，長生紫書，三五順行寅申巳亥紫度炎光內視中方。凡闕此十二事者，何以召山靈，朝地神，總攝萬精，驅策百鬼，來虎豹，役蛟龍乎？子所謂適知其一、未見其他也。”
上元夫人对武帝说：“王母今回把她书箱中最为珍贵最为秘密的《五岳真形图》传授给了你。这是天界紫台最重要的文书，而且还是上帝亲自审阅过的，可以说是非常珍贵的了。如果你不是命中注定要得到天神的指点，你是绝不可能看到它的。不过，即使你获得了《五岳真形图》，也只能看得懂一点修道的妙理，因为你还有“无五帝六甲左右靈飛之符，太陰六丁通真遁虛玉女之箓，太陽六戊招神天光策精之書，左乙混沌東蒙之文，右庚素收攝殺之律，壬癸六遁隱地八術丙丁入火九赤班之符，六辛入金致黃水月華之法，六己石精金光藏影化形之方，子午卯酉八稟十訣，六靈威儀丑辰未戌地真素訣，長生紫書，三五順行寅申巳亥紫度炎光內視中方”这十二件东西你还没有得到，因此你就不会真正得道成仙。倘若你没有这十二件法宝，你就不能召唤山神朝拜土地，不能集万千神灵驱赶百种鬼魅，更不能制虎豹、架蛟龙。你只知其中一点奥秘，但对其他更为深奥的法术是你所不知道的。”
王母色不平，乃曰：“若天禁漏泄，犯違明科，傳必其人，授必知真者，何緣夫人向下才而說靈飛之篇目乎？妄言則漏，妄說則泄，說而不傳，是謂衒天道，此禁豈輕於傳也？別敕三官司直推夫人之輕泄也。吾之《五岳真形》文，乃太上天皇所出，其文宝妙而為天仙之信，豈復應下授之於刘徹也耶？直以孜孜之心，数請川岳，勤修齋戒，以求神仙之應。志在度世不遭明師。故吾等有以下眄之耳。至於教仙之術，不復限惜而弗傳。夫人但有致靈之方，能獨執之乎？吾今所以授徹《真形》文者，非謂其必能得道，欲使其精誠有驗，求仙之不惑，可以誘進向化之徒。又欲令悠悠者知天地間有此靈真之事，足以卻不信之狂夫耳。吾意在是矣。然此子性氣淫暴，服精不純，何能得成真仙，浮空參差十方乎？勤而行之，適足以不死耳。明科所云：非長生难也，聞道难；非聞道难也，行之难，非行之难也，終之难。良匠能與人規矩，不能使人必巧；明師能授人妙術，不能使人必為。何足隱之也。夫人不當憶向為長桑公子請吾求八光揮疾藥玉樹方乎？”
武帝听上元夫人这么一说，立马叩头请求上元夫人赐他这十二部真经。王母也再三劝说上元夫人给他这十二部真经，但上元夫人并不愿意将这十二部真经赐给他，便说她这次没有带来，而且还声称这十二部真经不能随便授予凡夫俗子，刘彻是下界凡人，不配得到传授。王母听到上元夫人这么一说，不平的为武帝争取道：“天界禁律森严，不可泄露天机，要传道就得传给该传的人，要授道也得授给仙界的真人。夫人刚才向你所藐视的凡人刘彻讲述了魂灵飞升的要诀，这不是已经泄露了天机吗？泄露了天机却不传授，就是向不该知道的人炫耀法术，这可比真正传授了法术的罪过轻不了多少，难道夫人就不怕被三官主管神仙告发泄露天机吗？我的《五岳真形图》也是出自太上天皇之手，同样也是上界神仙才可授予的珍贵秘术，按理说也不该授予刘彻，但我看他一片孜孜不倦的诚心，又多次祈祷三山五岳，勤修齋戒，以求得神仙显灵回应，但却一直没有高明的师傅去点化他，所以我不吝惜将我所掌握的一些方术传授给他。刘彻性情粗暴、贪色好淫，即使不能修炼成真正的神仙，让他修得长生的真谛也不算难，为什么要对他那么保守呢？”
最终，上元夫人被王母说服了，命侍女紀離容到扶广山找到青真小童，从他那里取来《六甲左右靈飞十二事》的方術秘經十二卷，傳授給了武帝。傳授完畢后，上元夫人彈起了雲林的玉琴，唱了一首《玄步曲》。王母讓侍女回敬了一首歌。唱完之後，王母就把自己侍從的姓名以及身上所穿戴的东西都毫无保留地一一告诉了武帝，以便他能够记录下来。天快亮时，上元夫人和王母一同乘车离去。之后，武帝以为得到神仙传授秘籍就一定能得道成仙，从而放松了对自己道德品行的约束，后来王母得知武帝不遵从她的教诲而胡作非为，便让天火烧掉了存放经书的柏梁台，而经书也全都消失不见。
《汉武帝内传》中还提到上元夫人昔幼学道于“廣都之邱”（原文：“阿环昔幼學道於廣都之邱”），另外上元夫人还把王母称为“阿母”，上元夫人被视作王母的女儿，为王母部分神格所演化而来的女仙。

### 其他
《历世真仙体道通鉴后集》卷之三，《太平广记》卷五十六〈上元夫人〉中记载：
“汉宣帝地节四年，咸阳茅盈受命为东岳上卿、司命真君、太元真人。茅君之师乃总真王君，西灵王母与上元夫人，降于句曲之山金坛之陵华阳天宫，以宴茅君焉。时茅君中君名固，字季佛，小君名衷，王母王君授以灵诀，亦授锡命。紫素之荣，固为定录。君衷为保命君，亦侍真会。王君告二君曰：夫人乃三天真皇之母，上元之高尊，统领十方玉女之籍，汝可自陈。二君下席再拜，求乞长生之要。夫人悯其勤志，命侍女宋辟非出紫锦之囊，开绿金之岌，以《三元流珠之经》、《丹景道精经》、《隐仙八术经》、《太极录景经》，凡四部，以授二君。王母复劫特地李方明出丹琼函披云珠之岌，出玉佩金当经、太霄隐书经、洞飞二景内书，传授二君。各受书毕，王母与夫人告去。千乘万骑，升还太虚矣。”
这则故事和《汉武帝内传》的故事如出一辙，都是西王母和上元夫人降临乞求长生的修道者处做客，只要是心诚求道者，上元夫人便会将几卷修仙秘籍传授给他们。

## 唐代诗词
唐代·李白写有《上元夫人》的诗词，收录于《全唐诗》卷181中。

上元谁夫人，偏得王母娇。

嵯峨三角髻，馀髮散垂腰。

裘披青毛锦，身著赤霜袍。

手提嬴女儿，闲与凤吹箫。

眉语两自笑，忽然随风飘。